# Mesanepada

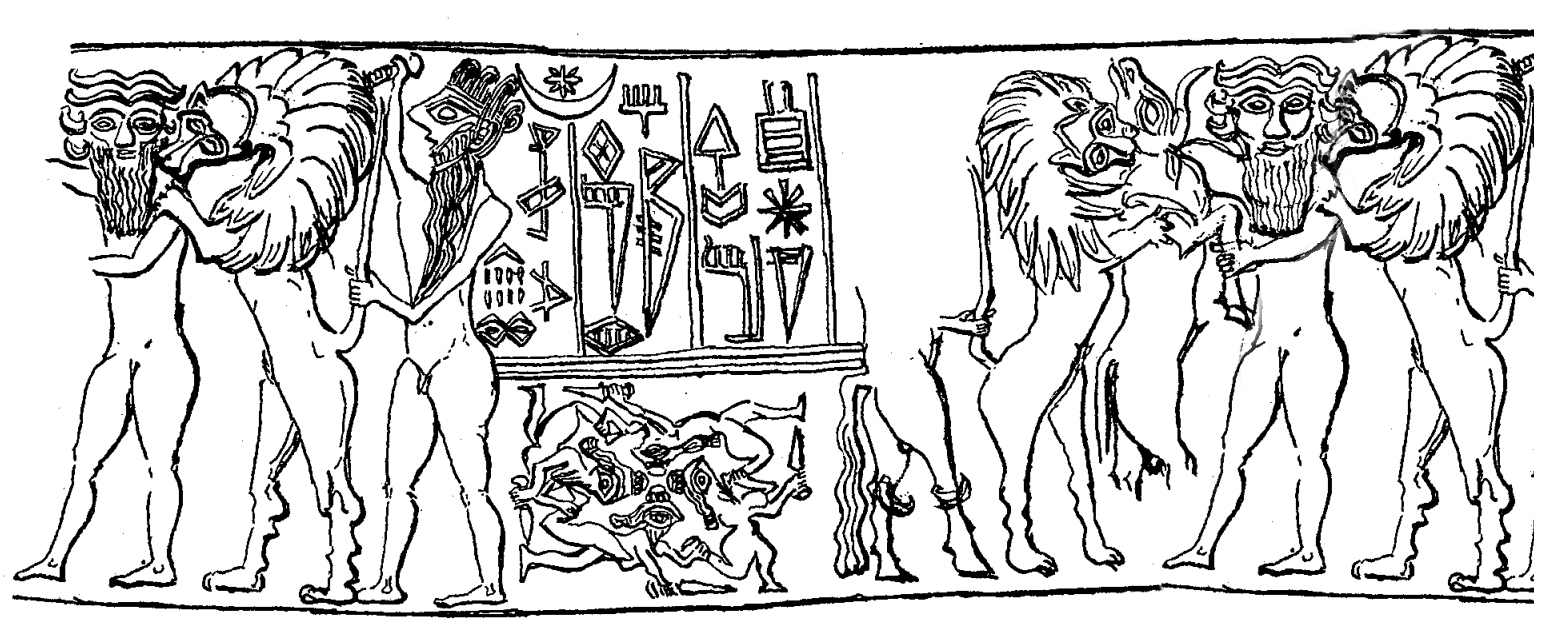
Selo de Mesanepada desenhado.

Mesanepada (em sumério: 𒈩𒀭𒉌𒅆𒊒𒁕; romaniz.: mes-an-ne2-pad3-da; lit.  "O jovem escolhido por Am") foi o primeiro rei da Primeira dinastia de Ur, segundo a Lista de reis da Suméria, por volta do século XXVI a.C.. Acredita-se que seja o filho de Mescalandugue, um dos primeiros monarcas a fundar Ur, e Puabi. Uma impressão de selo foi encontrada no estrato de lixo que recobre o Cemitério Real de Ur, que está associada a Mesanepada. Tinha como esposa a Ninbanda, também identificada como Nintur.

## Reinado
Mesanepada está associado a uma expansão de Ur, pelo menos diplomaticamente. Uma conta de lápis-lazúli em nome de Mesanepada foi encontrada em Mari e fazia parte do "Tesouro de Ur", feito para a dedicação de um templo em Mari. Focas do Cemitério Real de Ur também foram encontradas com os nomes de Mesanepada e seus predecessores Mescalandugue e Acalandugue, junto com a Rainha Puabi. Uma impressão de selo em nome de "Mesanepada, rei de Quis" foi encontrada no Cemitério Real de Ur.

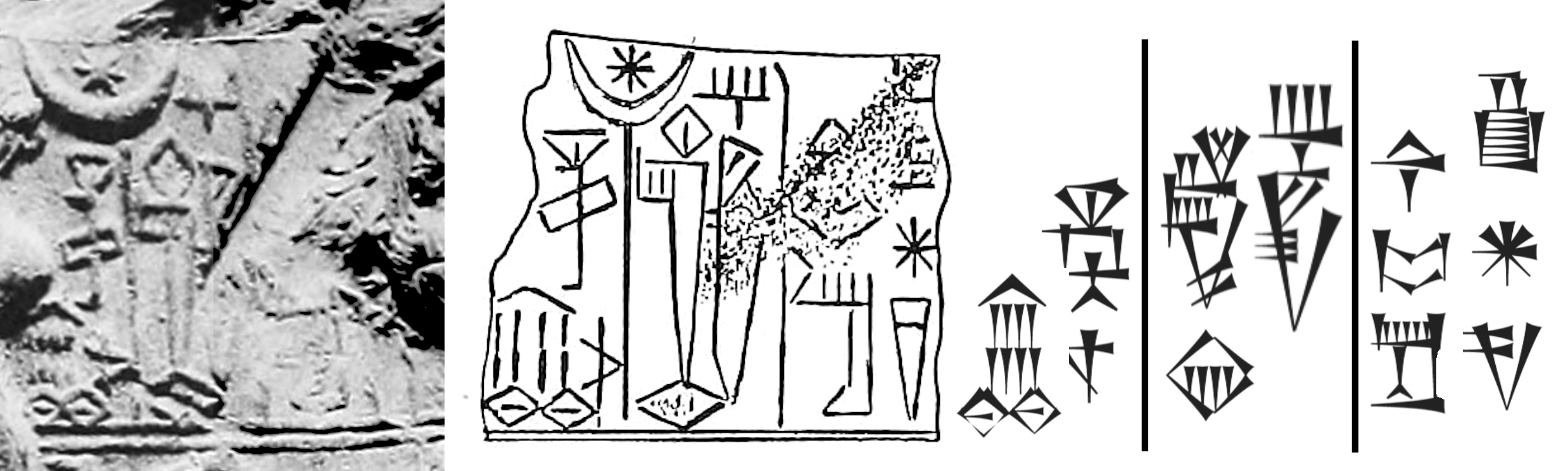
Mesanepada, Lugal Kish-ki (𒈩𒀭𒉌𒅆𒊒𒁕 𒈗 𒆧𒆠), "Mesanepada, Rei de Quis", em uma impressão de selo encontrada no Cemitério Real de Ur. Acredita-se que a última coluna de caracteres signifique "sua esposa ..." (𒁮𒉡𒍼, dam-nu-gig). Isso também pode significar "a esposa de Inana".

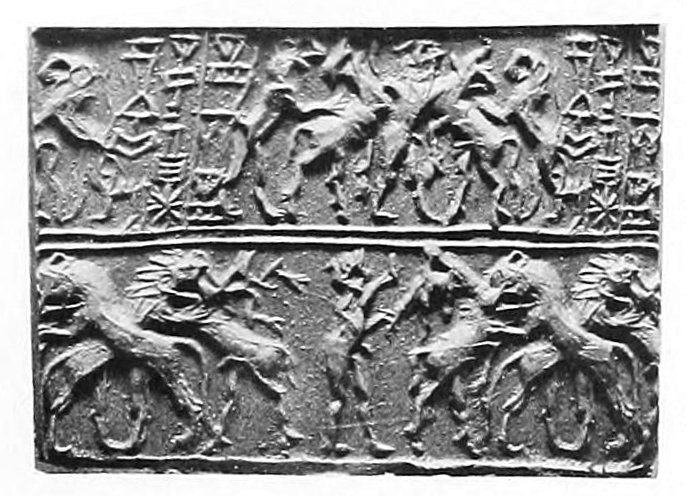
Selo cilíndrico com a inscrição "Rainha Nintur, esposa de Mesanepada" (Nintur ereš, dam Mesannepada). Cemitério Real de Ur.

Mesanepada e seu filho e sucessor Mesquiaguenum, que reinou por 36 anos, são ambos nomeados na Inscrição de Tumal como mantenedores do templo principal em Nipur junto com Gilgamés de Uruque e seu filho Ur-Nungal, verificando sua condição de soberanos da Suméria. A julgar pelas inscrições, Mesanepada então assumiu o título de "Rei de Quis ", para indicar sua hegemonia. A tabuinha da deusa Ninursague, encontrada em Tel al-Ubaide, tem as seguintes palavras: 
| “ | "Aanepada, rei de Ur, filho de Mesanepada, rei de Ur, construiu um templo para Ninursague." | ” |

É considerado impossível para um rei herdar um trono na infância e reinar depois disso por 80 anos. A duração do reinado do filho provavelmente foi adicionada à do pai.
Outro filho de Mesanepada, chamado Aanepada (Ajanepada ou A-Ane-pada), cujos anos de reinado são desconhecidos, é conhecido por ter o templo de Ninursague construído (em moderno Ubaide) perto de al-Ubaide, embora ele não seja mencionado na lista de reis.
A estrutura de Ur-Namu provavelmente foi construída no topo de um zigurate menor que pode ter sido tão antigo quanto a época de Mesanepada.
Na década de 1950, Edmund I. Gordon conjecturou que Mesannepada, e um antigo "rei de Quis" arqueologicamente atestado, Mesilim, eram o mesmo, já que seus nomes foram trocados em certos provérbios em tabuinhas babilônicas posteriores; no entanto, isso não se mostrou conclusivo. Estudiosos mais recentes tendem a considerá-los distintos, geralmente colocando Mesilim em Quis antes de Mesanepada.